# International Freestyle Skaters Association

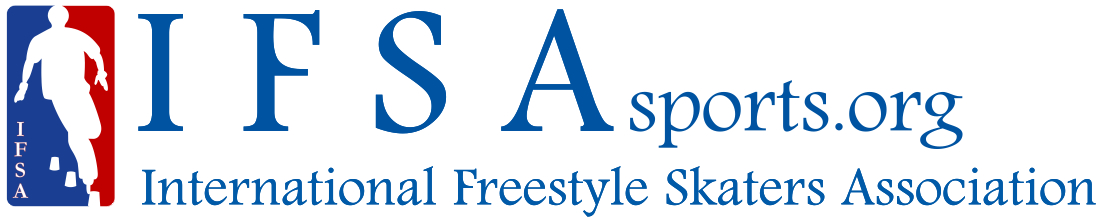
IFSA

La International Freestyle Skaters Association (IFSA), in italiano Associazione Internazionale dei Pattinatori Freestyle, è un'organizzazione internazionale che riunisce e regola le quattro discipline internazionali del pattinaggio freestyle. 
- Style Slalom (Classic Style)
- Speed Slalom
- Free Jump
- High Jump